# Сант'Ана (Месина)
Сант'Ана је насеље у Италији у округу Месина, региону Сицилија.
Према процени из 2011. у насељу је живело 41 становника. Насеље се налази на надморској висини од 35 м.